# Renato Izzo
Renato Izzo (Campobasso, 15 giugno 1929 – Roma, 30 luglio 2009) è stato un attore, doppiatore, direttore del doppiaggio, paroliere e sceneggiatore italiano.

## Biografia

### Carriera
Renato Izzo nacque a Campobasso il 15 giugno 1929 ed è stato lo scopritore di tanti importanti doppiatori, tra i quali Massimo Lodolo, Claudia Catani, Tonino Accolla, Paolo Buglioni, Stefano Benassi, Perla Liberatori, Massimo Corvo, Mavi Felli e Francesca Draghetti.
Inizialmente socio della C.I.D., poi della C.D. e infine fondatore nel 1980 della società di doppiaggio Gruppo Trenta (oggi chiamata Pumais Due e gestita dalla moglie e dalle figlie) e direttore di doppiaggio di oltre mille film, tra i quali Apocalypse Now di Francis Ford Coppola e Taxi Driver di Martin Scorsese.
Nel 1995 vinse il riconoscimento "Leggio d'oro direzione del doppiaggio".
Nel 2007 vinse il premio alla carriera al Gran premio internazionale del doppiaggio e al Gran galà del doppiaggio romics DD.
Ha avuto anche un'attività come paroliere, soprattutto negli anni '60, scrivendo canzoni per Lucio Dalla, Pippo Franco, The Four Kents.

### Vita privata
Nato a Campobasso da famiglia proveniente da Calvi Risorta (Caserta) e Grumo Nevano (Napoli), era il secondo degli otto figli del Prefetto Romolo Izzo e di Giuseppina Travanti.
Renato è capostipite di una tra le più celebri famiglie del doppiaggio italiano: dal matrimonio con Liliana D'Amico sono infatti nate le figlie Rossella e Simona (gemelle), Fiamma e Giuppy Izzo. Era inoltre lo zio della doppiatrice Loredana Nicosia ed il nonno dei doppiatori Francesco Venditti, Myriam Catania, Giulia Catania, Nike Pucci, Alessandro Mottini, Rossa Caputo, Lilian Caputo ed Anita Valenzi.
È morto a Roma per un ictus il 30 luglio 2009, all'età di 80 anni. È sepolto al Cimitero Flaminio.

## Filmografia

Renato Izzo nel 1963

### Attore
- Altair, regia di Leonardo De Mitri (1955)
- Moglie e buoi, regia di Leonardo De Mitri (1956)
- Il cavaliere dai cento volti, regia di Pino Mercanti (1960)
- Obiettivo ragazze, regia di Mario Mattoli (1963)
- La tigre dei sette mari, regia di Luigi Capuano (1962)
- Le ore dell'amore, regia di Luciano Salce (1963)
- I giudici (Excellent Cadavers), regia di Ricky Tognazzi (1999)

### Sceneggiatore
- Requiescant, regia di Carlo Lizzani (1966) - soggetto
- ...Se incontri Sartana prega per la tua morte, regia di Gianfranco Parolini (1968)
- 5 per l'inferno , regia di Gianfranco Parolini (1968)
- O tutto o niente, regia di Guido Zurli (1968) - soggetto e sceneggiatura
- Ehi amico... c'è Sabata. Hai chiuso!, regia di Gianfranco Parolini (1969) - soggetto e sceneggiatura
- Portami quello che hai e prenditi quello che vuoi, regia di Philippe de Broca (1969) - soggetto e sceneggiatura
- Indio Black, sai che ti dico: sei un gran figlio di..., regia di Gianfranco Parolini (1970) - soggetto e sceneggiatura
- È tornato Sabata... hai chiuso un'altra volta!, regia di Gianfranco Parolini (1971) - soggetto e sceneggiatura
- L'assassino... è al telefono, regia di Alberto De Martino (1972) - soggetto e sceneggiatura
- Il mio nome è Scopone e faccio sempre cappotto, regia di Juan Bosch (1975) - soggetto e sceneggiatura
- Sotto a chi tocca!, regia di Gianfranco Parolini (1972) - soggetto e sceneggiatura
- Quella provincia maliziosa, regia di Gianfranco Baldanello (1975) - soggetto e sceneggiatura
- Una donna di seconda mano, regia di Pino Tosini (1977)

## Prosa radiofonica Rai
- Yerma, di Federico García Lorca, regia di Enzo Ferrieri 11 gennaio 1952
- L'agnello del povero, commedia di Stefan Zweig, regia di Enzo Ferrieri, trasmessa il 5 febbraio 1952
- La barca dei comici, commedia musicale di Luigi Bonelli, musiche di Alfredo Cuscinà, regia di Nino Meloni, trasmessa il 20 settembre 1954
- Noè, tre atti di Andrè Obey, regia di Nino Meloni, 1955.
- Il ritorno di Ulisse, dramma di Stanisław Wyspiański, regia di Pietro Masserano Taricco, in onda il 7 ottobre 1955.
- L'arte di morire, di Achille Campanile, regia di Nino Meloni, 1956.
- Tartarino tra i leoni, regia di Nino Meloni, trasmessa il 27 febbraio 1957.

## Prosa televisiva Rai
- Ore disperate, regia di Anton Giulio Majano, trasmessa il 10 settembre 1962.

## Varietà radiofonici Rai
- Campidoglio, settimanale domenicale di vita romana, trasmissione locale di Roma e del Lazio, dal 1945.
- La barca dei comici, commedia musicale in tre atti di Luigi Bonelli musiche di Alfredo Cuscina,regia di Nino Meloni 1954.
- Viaggio sentimentale, varietà settimanale. Giugno-settembre 1963.
- Il puntaspilli, con Renato Izzo e Anna Maria Aveta, regia di Federico Sanguigni, marzo 1964
- Non sparate sul cantante, varietà scritto e presentato da Renato Izzo, regia Silvio Gigli, 1967.
- Gran varietà, regia di Federico Sanguigni, settima edizione (1968)

## Doppiaggio
- Giuliano Gemma in Erik il vichingo, La ragazzola, Kiss Kiss... Bang Bang, I lunghi giorni della vendetta
- Robert Hoffmann in Svegliati e uccidi, Ad ogni costo, Certo, certissimo, anzi... probabile, Femmine insaziabili, Un apprezzato professionista di sicuro avvenire
- Tomas Milian in Gli indifferenti, Il consigliori
- Mark Damon in I cento cavalieri, Agente segreto 777 - Operazione Mistero
- Clint Eastwood in L'urlo di guerra degli apaches
- Henry Fonda in La guerra segreta
- Enrico Maria Salerno in Ercole alla conquista di Atlantide
- Klaus Kinski in ...Se incontri Sartana prega per la tua morte
- Richard Harrison in Duello nel mondo
- Guy Madison in La battaglia di Fort Apache
- Howard Ross in Ringo del Nebraska
- Barry Newman in Punto Zero
- Jean Sorel in I protagonisti
- Tony Kendall in Brenno il nemico di Roma
- Fabian in Le spie vengono dal semifreddo
- Carlo Hintermann in Le prigioniere dell'isola del diavolo
- Akihiko Hirata in Il figlio di Godzilla
- Dennis Hopper in Apocalypse Now
- Richard Jordan in Chato
- Ignazio Leone in Susanna tutta panna
- Philippe Leroy in Una vergine per il principe
- Ray Lovelock in La moglie vergine
- Gianni Macchia in Fiorina la vacca
- Luciano Marin in Ercole alla conquista di Atlantide
- Paul Newman in Era mio padre
- Troy Patterson in La vendetta del ragno nero
- Jacques Sernas in La guerra segreta
- Luigi Pistilli in Milano calibro 9
- Alun Armstrong in Van Helsing
- Giacomo Rossi Stuart in La morte viene dal pianeta Aytin, Degueyo, Operazione paura, La sfinge d'oro
- John Saxon in Madra... il terrore di Londra
- Massimo Righi in Dio non paga il sabato
- Nino Castelnuovo in Un giorno da leoni
- Lucio De Santis in Ad uno ad uno... spietatamente
- Anthony Steffen in Gli invincibili fratelli Maciste
- Ray Danton in Si muore solo una volta
- Massimo Serato in La scimitarra del Saraceno
- Gabriele Antonini in La rivolta dei barbari
- Montgomery Clark in Djurado
- Voce narrante in Le avventure di Peter Pan, 00-2 agenti segretissimi, Disney e le meraviglie della natura, Heavy Metal, Hercules
- Denahi da anziano in Koda, fratello orso
- McLean Stevenson in M*A*S*H
- Roger Browne in Karzan il favoloso uomo della jungla

## Direttore del doppiaggio

### Cinema
- Lo squalo (1975) (Doppiaggio originale)
- Rollerball (1975)
- Incredibile viaggio verso l'ignoto (1975)
- La marchesa von... (1976)
- Keoma (1976)
- Taxi Driver (1976)
- Suspiria (1977)
- Incontri ravvicinati del terzo tipo (1977) (Doppiaggio originale)
- La ballata di Stroszek (1977)
- Grazie a Dio è venerdì (1978)
- Superman (1978) (Doppiaggio originale)
- Apocalypse Now (1979)
- Lo straccione (1979)
- I mastini del Dallas (1979)
- Star Trek: Il film (1979)
- American Graffiti 2 (1979)
- I guerrieri della notte (1979)
- Una strana coppia di suoceri (1979)
- Superman II (1980)
- La Cicala (1980)
- Flash Gordon (1980)
- Gente comune (1980)
- Toro scatenato (1980)
- American Gigolò (1980)
- Assassinio allo specchio (1980)
- L'aereo più pazzo del mondo (1980)
- Saranno famosi (1980)
- Il postino suona sempre due volte (1981)
- Mammina cara (1981)
- Morti e sepolti (1981)
- Scontro di titani (1981)
- Excalibur (1981)
- Taps - Squilli di rivolta (1981)
- I predatori dell'arca perduta (1981) (Doppiaggio originale)
- Missing - Scomparso (1982) (Doppiaggio originale)
- Delitto sotto il sole (1982)
- Poltergeist - Demoniache presenze (1982)
- La cosa (1982)
- Ufficiale e gentiluomo (1982)
- La scelta di Sophie (1982)
- Dark Crystal (1982)
- Star Trek II: L'ira di Khan (1982)
- Due come noi (1983)
- Staying Alive (1983)
- Una poltrona per due (1983)
- Flashdance (1983)
- Brainstorm - Generazione elettronica (1983)
- Monty Python - Il senso della vita (1983) (Doppiaggio originale)
- Indiana Jones e il tempio maledetto (1984)
- Dune (1984)
- Alba rossa (1984)
- Beverly Hills Cop - Un piedipiatti a Beverly Hills (1984)
- Amare con rabbia (1984)
- 2010 - L'anno del contatto (1984)
- Star Trek III: Alla ricerca di Spock (1984)
- Il papa di Greenwich Village (1984)
- Breakfast Club (1985)
- Taron e la pentola magica (1985)
- Signori, il delitto è servito (1985)
- Un magico Natale (1985)
- Piramide di paura (1985)
- La miglior difesa è... la fuga (1985)
- Ran (1985)
- L'onore dei Prizzi (1985)
- La donna esplosiva (1985)
- Nel fantastico mondo di Oz (1985)
- Una pazza giornata di vacanza (1986)
- Basil l'investigatopo (1986)
- Heartburn - Affari di cuore (1986)
- Il colore dei soldi (1986)
- 9 settimane e ½ (1986)
- Poltergeist II - L'altra dimensione (1986)
- Arma letale (1987)
- Attrazione fatale (1987)
- Beverly Hills Cop II - Un piedipiatti a Beverly Hills II (1987)
- Una fortuna sfacciata (1987)
- Angel Heart - Ascensore per l'inferno (1987)
- Una preghiera per morire (1987)
- Baby Boom (1987)
- Il siciliano (1987)
- La retata (1987)
- Stregata dalla luna (1987)
- L'ultima tentazione di Cristo (1988)
- Il principe cerca moglie (1988)
- Cocktail (1988)
- Willow (1988)
- Arma letale 2 (1989)
- Scandalo Blaze (1989)
- L'albero del male (1990)
- Tre scapoli e una bimba (1990)
- Un'arida stagione bianca (1990)
- Ghost - Fantasma (1990)
- Il grande inganno (1990)
- Rosencrantz e Guildenstern sono morti (1990)
- Henry & June (1990)
- Harley Davidson & Marlboro Man (1991)
- Un piede in paradiso (1991)
- Il proiezionista (1991)
- Jungle Fever (1991)
- Star Trek VI: Rotta verso l'ignoto (1991)
- Thelma e Louise (1991)
- Batman - Il ritorno (1992)
- Hoffa - Santo o mafioso? (1992)
- Sarafina! Il profumo della libertà (1992)
- L'impero del crimine (1992)
- Arma letale 3 (1992)
- Amore per sempre (1992)
- Amore all'ultimo morso (1992)
- Storia di una capinera (1993)
- L'uomo senza volto (1993)
- Madadayo - Il compleanno (1993)
- Nata ieri (1993)
- Lezioni di piano (1993)
- Four Rooms (1995)
- 3 giorni per la verità (1995)
- Tempesta di ghiaccio (1997)